# Stålorm
Stålormen (Anguis fragilis) er en 30 til 40 centimeter lang slangeformet øgle, der fortrinsvis er udbredt i Europa på skyggefulde og fugtige habitater, hvor den især lever af regnorme. Den er især aktiv morgen og aften. I Danmark er arten almindelig, men ses sjældent. Den går i vinterdvale i en hule i jorden. Der findes kun lidt viden om dens biologi.
Den er ikke giftig.

## Levevis
Stålormen bevæger sig frem som en slange, men mangler slangers smidighed på grund af små indlejrede benplader under skællene, hvilket gør den stiv. Parringen foregår i april eller maj. Hunnen er drægtig i cirka 12 uger og føder i august-september 5-25 unger, der kun indesluttes af en tynd gul æghinde som sprænges kort tid efter fødslen. Ungerne i et kuld på fem havde en længde på 8-9 centimeter og vejede cirka et halvt gram hver. De vokser kun langsomt. Således findes et eksempel på en unge der i sit andet år kun voksede en halv centimeter fra maj til november, selv om den åd næsten dagligt. Man ved ikke hvor gamle stålorme bliver i naturen, men i dansk fangenskab levede et eksemplar fra 1892 til 1946, altså 54 år.
Stålorme lever især af regnorme og nøgne snegle (som agersnegle). Desuden æder de insekter og deres larver, samt edderkopper.
Den kan ligesom firben tabe halen som led i en afledning af fjender. Halen udgør omkring halvdelen af længden. Når en stålorm har smidt halen, vokser den ikke ud igen i samme grad som hos firben, men gendannes kun til en lille sort kegleformet spids.
Vinterdvalen foregår fra oktober/november til marts/april. Den kan tilbringes sammen med artsfæller og undertiden med hugorme.

## Udseende
Farven varierer mellem brun og grå. De fleste brune stålorme er hunner og de fleste grå er hanner. Unge stålorme er sorte med grå ryg. I nakken har de en sort plet, der fortsætter som en tynd sort streg ned ad ryggen. Stålormens tunge er tvedelt i spidsen og kan strækkes frem og opfange duftstoffer, der kan bringes til det jacobsonske organ i ganen. I modsætning til slangerne har stålormen øjenlåg, der kan blinke. Stålormen har to penisser, hvilket ifølge zoologen Hans Hvass har givet anledning til forestillingen om at stålormen kan have baglemmer.

## Udbredelse
Den er almindeligt udbredt over det meste af Danmark, men mangler nok på flere mindre øer. Stålormen er fredet i Danmark, hvorfor man ikke bør træde på dem. Stålormen er udbredt i det meste af Europa, samt i Vestasien og det nordvestlige Afrika (Tunesien og Algeriet).

## Systematik
Stålormen er trods sit navn og udseende ikke en slange, men tilhører øglerne. Nyere genetiske undersøgelser tyder dog på, at stålorme er nærmere beslægtet med slanger end med firben.